# Call of Duty: Modern Warfare 2
Call of Duty: Modern Warfare 2, mest känd som Modern Warfare 2, MW2 eller COD 6, är ett förstapersonsskjutspel utvecklat av Infinity Ward och publicerat av Activision för Microsoft Windows, PlayStation 3 samt Xbox 360. Spelet tillkännagavs officiellt den 19 februari 2009 och släpptes över hela världen den 10 november 2009. 
Spelet är det sjätte avsnittet i Call of Duty-serien samt den direkta uppföljaren till kritikerrosade Call of Duty 4: Modern Warfare. Spelet utspelar sig fem år efter föregångarens avslutning.
Modern Warfare 2 släpptes i samband med två andra Call of Duty-spel: Call of Duty: Modern Warfare: Mobilized, det tredje Call of Duty-spelet för Nintendo DS, samt Call of Duty: Modern Warfare: Reflex Edition, en portning av Call of Duty 4: Modern Warfare till Nintendo Wii.
1 april 2020 släpptes spelet i ny utgåva med titeln Call of Duty: Modern Warfare 2 Campaign Remastered till Playstation 4 och 30 april 2020 till Xbox One och Windows som innehåller enbart spelets kampanjläge.

## Handling
Året är 2016 och denna gång återvänder spelkaraktären sergeant John "Soap" MacTavish, som nu är SAS-kapten. MacTavish leder den internationella Elit-insatsstyrkan "Task Force 141" som skapas för att strida mot ryska ultranationalister som leds av Vladimir Makarov, Imran Zakhaevs medhjälpare från Call of Duty 4. Task Force 141 (TF141) tar även hand om speciella uppdrag världen över. Det kan ses när Gary "Roach" Sanderson och resten av teamet befinner sig i Rio de Janeiro och söker efter en person som är sammanlänkad med Makarov, som är spelets antagonist.
Åren efter Zakhaevs död har Makarov skaffat makt i Ryssland. För att motarbeta Makarov har Task Force 141 bildats. Spelaren får bland annat spela som karaktären sergeant Gary "Roach" Sanderson. Miljöerna i spelet är bland annat en militärbas på Tianshan i Kazakstan, en öken i Afghanistan, Rio de Janeiro, Favela, Sibirien, Kamtjatkahalvön, Washington D.C., Virginia och gränsen mellan Georgien och Ryssland. I spelet ges även möjlighet att köra snöskoter och motorbåt.

## Röstskådespelare
- Kevin McKidd - Kapten John "Soap" MacTavish
- Troy Baker - Korpral Joseph Allen
- Billy Murray - Kapten John Price
- Craig Fairbrass - Löjtnant Simon "Ghost" Riley
- Roman Varshavsky - Vladimir Makarov
- Lance Henriksen - Generallöjtnant Hershel von Shepherd III
- Sven Holmberg - Nikolai
- Keith David - Sergeant Foley
- Barry Pepper - Korpral Dunn
- Glenn Morshower - Overlord
- Boris Kievsky - Major Petrov
- 50 Cent - Navy SEAL-soldat

## Multiplayer
Spelets multiplayerdel liknar de två tidigare titlarna på Xbox 360 och Playstation 3. Dock är multiplayer på PC helt annorlunda från tidigare spel. PC-versionen omfattar inte längre ett dedikerat serverstöd. Medan tidigare Call of Duty-titlar tillåter multiplayer-matcher med upp till 64 spelare så är Modern Warfare 2 på PC nästan helt identisk med konsolversionerna.

### Special Ops
Spelet har ett nytt samarbetsläge kallat Special Ops, där en eller två spelare kan köra med varandra. Special Ops-läget innehåller flera actionuppdrag, som är svårare än kampanjuppdragen och är inte relaterade till spelets berättelse. Den plockar ut vissa delar ur singleplayerkampanjen. Uppdragen låses upp genom att samla på stjärnor, som förvärvas genom att spela ett par nivåer på vissa svårighetsgrader. Uppdragen är indelade i fem grupper, som heter Alpha, Bravo, Charlie, Delta respektive Echo - det sistnämnda är det svåraste. Inom grupperna finns olika typer av uppdrag som "Breach and Clear" och "Elimination". Spelaren möter specifika fiender, som till exempel de som använder sig av kravallsköldar, samt stora fiender vid namn Juggernaut som bär på tunga rustningar. Det finns totalt 23 Special Ops-uppdrag, varav två som bara kan spelas av två spelare, då en spelare måste hjälpa den andra genom att utföra uppdragsmålen via flygunderstöd.

## Soundtrack
Spelets officiella Soundtrack komponerades av Hans Zimmer och Lorne Balfe. Det gavs ut på Itunes och på album den 1 juni 2010. Det består av 17 låtar:
- Opening Titles (3:25)
- Extraction Point (3:35)
- Breach (3:22)
- Guerrilla Tactics (2:58)
- Seige (4:05)
- Infiltration (4:27)
- Espirit de Corps (3:07)
- Retreat and Reveille (2:57)
- Ordinance (1:58)
- Contingency (2:15)
- Onwards (2:27)
- Code of Conduct (2:08)
- Chain of Command (2:00)
- Safeguard (2:42)
- Deadline (3:55)
- Protocol (3:47)
- Coup de Grace (3:21)

## Kritiskt mottagande
Spelet fick kort innan release genomgående goda recensioner, där bland annat den svenska spelsiten Gamezine belönade spelet med betyget 8/10.
Något som irriterat de PC-användare som köpt spelet är att tredjepartsprogramvaran steam måste installeras (och registreras) innan man kan installera själva spelet. Vidare kräver en installation att man har internetuppkoppling. Under releasedagen den 10 november blev dock Steams verifieringsservrar överbelastade, vilket medförde att tusentals användare ej kunde installera spelet.

### "No Russian"
En ökänd nivå i början av Modern Warfare 2:s kampanj med titeln "No Russian" läckte ut på nätet ungefär två veckor innan spelets lansering i form av ett filmklipp. Videon visade hur spelaren deltar i en organiserad terroristattack på en rysk flygplats i spelet samt tar livet av ett stort antal civilister på ett hänsynslöst sätt tillsammans med fyra stycken ryska nationalistiska terrorister (varav en är Makarov, spelets antagonist) - alla försedda med automatvapen och sprängämnen. Personen man själv spelar är amerikan som Makarov förråder. Videoklippet väckte stor uppmärksamhet hos spelsamhället och gav liv åt en het debatt bland spelare och media om massakern är lämplig eller inte.
Läckaget tvingade fram ett svar från spelets utgivare, Activision, som försvarade sig med att sekvensen var frivillig samt att spelaren förvarnades för den, och menade att den nivån i spelet inte var representativ för den övergripande upplevelsen i Modern Warfare 2. 
Spelets utvecklare Infinity Ward har både kritiserats hårt och hyllats för deras val att ha med en sådan bana i spelet.
Det bör noteras att man kan hoppa över uppdraget, och att man även kan spela igenom uppdraget utan att döda några civila.

## Försäljning
Call of Duty: Modern Warfare 2 såldes i 4,7 miljoner kopior på de första 24 timmarna och drog in 310 miljoner dollar. Motsvarande drygt 2,1 miljarder kronor i enbart USA och Storbritannien, enligt spelhuset Activision.
I Storbritannien hade Call of Duty: Modern Warfare 2 efter fem dagars tillgänglighet på marknaden sålt 1 014 600 kopior på Xbox 360, 712 000 på PlayStation 3 samt 53 400 på PC - 1,78 miljoner sammanlagt, vilket innebär att spelet slagit Grand Theft Auto IV:s 5 dagars-rekord. 
Spelet gick därmed förbi tidigare rekordhållaren inom nöjesgebitet, Batman-filmen The Dark Knight, som drog in 158,4 miljoner dollar under premiären i juli 2008. Det slår också det gamla spelrekordet som Grand Theft Auto IV satte vid lanseringen. Enligt Gamereactor kom GTA IV upp i 690 000 sålda exemplar under sitt första dygn, vilket Modern Warfare 2 nästan dubblade. Men de siffrorna gäller bara Storbritannien.
Modern Warfare 2 nådde en miljard dollar i försäljning på 2 månader, och under 2009 såldes över 12 miljoner kopior i USA och Storbritannien.

## Uppföljare
Call of Duty: Modern Warfare 3 bekräftades att vara i förproduktionen den 9 april 2010 och planeras att släppas den 8 november 2011.[uppföljning saknas] Activision har bekräftat att Infinity Ward och Sledgehammer Games kommer att arbeta med singleplayerdelen av spelet, medan Raven Software och det nybildade företaget Beachhead kommer att arbeta med multiplayerdelen. Handlingen i spelet kommer att fortsätta direkt från Modern Warfare 2.